# Papež Benedikt V.
Benedikt  V. (latinsko Benedictus Quintus), italijanski rimskokatoliški škof in papež; * konec 9. stoletja ali začetek 10. stoletja Rim (Papeška država, Frankovsko cesarstvo), † 4. julij 966 Hamburg (Sveto rimsko cesarstvo, danes: Nemčija) 

Bil je papež od svoje izvolitve 22. maja do 23. junija  964, ko je bil odstavljen pod pritiskom svetorimsko-nemškega cesarja Otona I..

## Življenjepis

### Izvor in cerkvena kariera
Benedikt (latinsko Benedictus; italijansko Benedetto) (Benedetto) je bil sin plemenitega Rimljana po imenu Hildebrand (latinsko Hildebrandus; italijansko Ildebrando). Bil je izredno učen, da si je zaslužil vzdevek "Grammaticus" (Slovničar). V Liber pontificalis ne najdemo njegovega življenjepisa razen zabeležke, da je bil Rimljan; iz drugih virov pa zvemo, da je pripadal kardinalskemu zboru kot kardinal-diakon. Bil je vir sanctus literatusque , "gramatice artis imbutus", in je izvrševal dejavnost "in scholis" . Flodoard poroča, da je bil scriniarij, tj. protonotar . 
Prvič je omenjen kot kardinal-diakon. Bil je med tožilci Janeza XII. na rimski sinodi z dne 6. novembra 963, ki jo je sklical cesar Oton; ko je papeža Janeza obtožila veleizdaje in nenravnega življenja, ga je nazadnje tudi odstavila: 
| Latinski izvirnik | Italijanski prevod | Obtožbe Janeza XII. na rimskem zborovanju |
| --- | --- | --- |
| Benedictus cardinalis diaconus enim ceteris condiaconibus et presbiteris dixerunt se scire quod ordinationes episcoporum praecio faceret, et quod annorum decem episcopum in Tudertina civitate ordinaret. | Il cardinale diacono Benedetto, con altri diaconi e presbiteri, dissero di sapere che consacrò vescovi dietro pagamento, e che ordinò un bambino di dieci anni come vescovo di Todi. | Kardinal-diakon Benedikt, z drugimi diakoni in duhovniki, so rekli, da vedo, da je posvečeval škofe proti plačilu, in da je posvetil otroka desetih let za todijskega škofa. |

#### Janezov odgovor
Kot odgovor na celo vrsto obtožb je Janez XII. iz svojega begunstva na Korziki poslal pismo koncilskim očetom, v katerem jim grozi z izobčenjem:  
| Joannis Papae XII rescriptum ad episcopis synodi Romanae" | Italijanski prevod | Pismo Janeza XII. škofom na rimskem zborovanju |
| --- | --- | --- |
| Nos audivimus dicere quia vos vultis alium papam facere; si hoc facitis, excommunico vos in nomine Deo omnipotenti, ut non habeatis licentiam nullum ordinare et missam celebrare. | Abbiamo sentito dire che voi volete fare un altro papa; se fate ciò, vi scomunico in nome di Dio Onnipotente, affinché non abbiate alcun permesso di ordinare e di celebrare l'eucarestia.. | Slišali smo, da hočete izvoliti drugega papeža; če boste to storili, vas izobčujem v imenu vsemogočnega Boga; s tem od sedaj naprej izgubite pravico do kakršnegakoli posvečevanja in maševanja. |

Benedikt je bil tudi med tistimi, ki so malo pozneje potrdili izvolitev Leona VIII.. Kljub temu, da se je kmalu nato Janez XII. vrnil v Rim, prevzel papeško oblast ter odstavil Leona, in se maščeval vsem tistim, ki so volili njegovega tekmeca, je pustil pri miru Benedikta - niti ni zahteval od njega nikakršnega obračuna.

## Papež
Otonova sinoda, ki je odstavila Janeza XII., je 6. decembra 963 za papeža izvolila odličnega rimskega laika, ki so mu trije škofje v enem dnevu podelili vse redove in si je nadel ime Leon VIII.. Proti Leonu je odstavljeni Janez XII. spodbudil upor, ki pa ga je cesar Oton s trdo roko zadušil. Ko se je Oton dokončno umaknil iz Rima, je v mestu spet zavladal Janez XII., na sinodi 26. februarja 964 razveljavil svojo odstavitev in Leona VIII., ki se je zatekel k cesarju, izključil iz cerkvene skupnosti. 

Po nenadni smrti Janeza XII. 14. maja 964, pojutrišnjem, torej 16. maja – je rimsko ljudstvo in duhovščina izvolilo – zoper cesarjevo voljo – tega izobraženega in na splošno spoštovanega duhovnika za 132. papeža katoliške Cerkve oziroma 26. papeža Mračnega stoletja. Posvečenje in slovesno ustoličenje se je izvršilo 22. maja 964. 

Razmere so bile skrajno napete zaradi močnega odpora do širokih pooblastil, ki si jih je prisvajal sveto-rimsko-nemški cesar Oton. Rimljani so želeli ohraniti tisto samostojnost, ki jim jo je pridobil Alberik II.; njemu je uspelo podrediti si pod svoje gospostvo ne le vso Italijo, ampak tudi Papeško državo. 

Njegova izvolitev je razbesnela svetorimsko-nemškega cesarja Otona I., ki je priznaval za pravega papeža le Leona VIII., februarja 964 izgnanega iz Rima; Benedikta je torej imel za vrinjenca. Rimljani so poskušali preprečiti Otonovi vojski vdor v večno mesto, vendar jih je lakota prisilila k vdaji.  

Pontifikat tega Rimljana, ki je bil sicer učen, pobožen in spoštovan mož, je trajal zato le mesec dni, od 22. maja do 23. junija 964, ko ga je Oton I. na Lateranski sinode odstavil, ga ponižal zopet nazaj v diakona. Nekateri sicer menijo, da se je Benedikt odpovedal prostovoljno; bolj verjetno pa je mnenje, da je temu botroval pritisk. Nato ga je vzel nemški cesar s seboj v pregnanstvo v Hamburg, kjer je bil postavljen pod nadzorstvo nadškofa Adalaga. Izročilo pravi, da sta si bila v dobrih odnosih. Tudi na Nemškem so ga spoštovali zaradi svetega življenja in so ga tudi tam mnogi smatrali za zakonitega papeža.   

### Benediktova odstavitev
Po Janezovi smrti so Rimljani še vedno odklanjali Leona; ko pa jih je v to prisilila Otonova vojska, je prišel trenutek njegovega zmagoslavja. Vstopil je v mesto pod okriljem zmagovitega Otona ter sklical 23. junija sinodo, pred katero so pripeljali Benedikta V.. Liutprand je živo opisal ta prizor: 

Zbrani v Lateranski baziliki so bili papež, cesar in številni škofje. Benedikt, oblečen v papeška oblačila, je stal pred njimi. Po priznanju svoje napake: »Če sem pogrešil, bodite usmiljeni!« - je Benedikt snel palij in ga izročil Leonu. Leon je nato snel mašno oblačilo in štolo z Benedikta in razglasil, da je preveden v stalež diakona. Ker izgleda, da se je Benedikt strinjal s svojo odstavitvijo, smemo Leona smatrati za pravega papeža od julija 964.  Liutprand nadalje poroča, da ko so Benediktu sneli papeška oblačila in znamenja, je le-ta pokleknil pred Leonom in slekel pontifikalna mašna oblačila, v znamenje ponižnosti in svojevoljne podreditve novemu papežu. V tem je videti Benediktov namen, da se je odpovedal prostovoljno;  v odgovor na to pa mu je Leon VIII. vzel pastorale (škofovsko palico), ter ga zlomil na njegovem hrbtu. Tukaj je prvič v zgodovini omenjeno papeško žezlo. Potem mu je dejal:
»Odvzamem ti sleherno škofovsko in duhovniško dostojanstvo; vendar ti dovolim na prošnjo cesarja Otona, ki me je vrnil na apostolski sedež, da ohraniš diakonat, če zapustiš Rim in odideš na določeno mesto v izgnanstvo.«

Benedikta je vzel cesar Oton s seboj v izgnanstvo v Hamburg. »Ko tega vsaj ne bi bil storil!« - je zapisal freisinški škof Thietmar, »kajti leta 965, ko so Benedikta V. odstavili in poslali v izgnanstvo, je pustošila po cesarjevi vojski strahovita kuga.«   

### Papež ali protipapež?
Leona VIII. so imeli skozi veliko let za protipapeža; njegov položaj je še danes nejasen. Annuario Pontificio pravi o njegovem pontifikatu tole:
"Dandanes, podobno, kot že skozi enajst stoletij, se tu srečujemo s pontifikati, ki so vprašljivi glede na zgodovinska kakor tudi teološka in cerkvenopravna merila. Pravzaprav je težko ugotoviti, katera stran poseduje zakonitost, ki bi edina jamčila neprekinjeno in polnomočno nasledstvo naslednikov svetega Petra. Negotovost, ki jo ta nejasnost povzroča, je imela za posledico, da so nekateri papeški seznami njegovo papeževanje opuščali."
Zaradi Leonove nekanonične izvolitve je sedaj splošno sprejeto mnenje, da je vladal vse do odstavitve Benedikta V. kot protipapež. Čeprav je nadalje bila odstavitev Janeza XII. neveljavna, je bila izvolitev Benedikta V. za gotovo v skladu s kanoničnimi predpisi. Če upoštevamo pisanje Liutpranda, ki je zabeležil takratne dogodke, lahko preberemo, da se je Benedikt V. vdal v svojo odstavitev. Zdi se, da proti Leonovi izvolitvi ni niti pozneje oporekal. Zato zgodovinarji soglašajo, da smemo Leona smatrati za pravega papeža od julija 964 do njegove smrti 965. Dejstvo, da si je naslednji papež Leon privzel papeško ime Leon IX., tudi govori v prid veljavnosti njegovega papeževanja. 

Ker je torej papež Benedikt V. sprejel Leona VIII. namesto sebe, je potekal prenos oblasti z enega na drugega miroljubno; pozneje ga je katoliška Cerkev imela za veljavnega. 

### Dela
- »Documenta Catholica Omnia« (v latinščini). Pridobljeno 6. decembra 2011.

## Smrt in spomin
Benedikta je vzel cesar Oton s seboj v izgnanstvo v Hamburg, kjer je tudi umrl 4. julija 966.  Drugi viri navajajo kot leto njegove smrti 965 ali kako leto pozneje.

Pokopali so ga v Marijino stolnico v Hamburgu. Mesto so zadevale razne nadloge, dokler ni dal leta 988 svetorimsko-nemški cesar Oton III. prenesti njegove ostanke v Rim, kjer so ga pokopali verjetno v stari Baziliki sv. Petra v Vatikanu. Poročila o prenosu njegovih relikvij pravzaprav ne povedo jasno, v katero rimsko cerkev so jih položili. 

## Ocena

### Papeža Benedikta so imeli za svetnika
- O njegovem kratkem papeževanju se ni ohranila nobena listina. Nasilno cesarjevo vmešavanje pa je napravilo velikanski vtis. Čeprav si ga nekateri cesarjevi privrženci ne obotavljajo imenovati vsiljivca, drugi, čeprav cesarjevi pripadniki, ga imenujejo innocentem[25]; "qui dignus Apostolicae Sedis videretur; nisi quod per tumultum electus est, expulso eo quem ordinari iussit imperator" [26]; pa vse do naziva papež, ki mu ga prideva Tietmar, ki vidi v kugi, ki je prizadela Otonovo vojsko pri povratku v Nemčijo, nebeško kazen zaradi povzročenega nasilja. [27][28]
- Glede na izročilo, ki se zrcali v Gözovi (1708-1774) jedkanici iz prve polovice 18. stoletja, a jo je napravil Anastasÿ à Cruce (1706-1761) za v knjigo Decor Carmeli in splendoribus sanctorum, je bil papež Benedikt V. karmeličanski sveti mučenec. [29]

### Mračno stoletjeincezaropapizem
- Z vzpostavitvijo rimsko-nemškega cesarstva 962 se je začela oblikovati tudi t.i. Reichskirche (državna Cerkev). Že Karel Veliki je v nekaterih primerih sam imenoval škofe, Oton I. pa je njegov državni cerkveni sistem dopolnil. Zagotovil si je pravico imenovanja in umeščanja škofov; tako je uvedel laično investituro za visoke cerkvene službe, ki so odslej bile povezane z bogatimi fevdi. Škofje so z umeščanjem postali cesarjevi vazali, Cerkev je vse bolj postajala »osrednja državna ustanova«. V času Otona III. je laična investitura postala že reden državni sistem, istočasno pa so se pojavile številne negativne posledice takega sestava, ki so v različnih oblikah skozi dolga stoletja ostale težko breme Cerkvi pri izvrševanju njenega poslanstva in spričevale, da je za Cerkev bila fevdalizacija oziroma povezovanje s fevdalnim sistemom eden najpogubnejših pojavov v vsej njeni zgodovini. [30] Z obnovo Svetorimskega cesarstva nemške narodnosti je po Mračnem stoletju nastopil torej za Cerkev čas prav tako mračnega cezaropapizma z laično investituro, kar je pripeljalo do dolgotrajnega, nepopustljivega in izčrpljujočega investiturnega boja. Cesar se je začel vmešavati v cerkvene zadeve ne le z umeščanjem škofov in opatov, ampak tudi s postavljanjem in odstavljanmjem papežev.
- Za papeže je bilo 10. stoletje vsekakor temačno obdobje in ga po pravici imenujemo Mračno stoletje. Kronika, ki jo je napisal nemški škof Liutprand, slika posvetnost na papeškem dvoru; vendar je njegova poročila treba brati s pridržkom, saj je bil pisec zelo protirimsko razpoložen - kar tudi sam izrecno poudarja - in je zato dvomno, da je pisal nepristransko. [31] Za to obdobje torej manjkajo neodvisni in nepristranski zgodovinski viri. Večino poročil o škandalih, nasilju in razvratu v Rimu je napisal torej že omenjeni Liutprand. Svojemu delu je dal pomenljiv naslov Maščevanje (Obračun, Antapodosis). Ta naslov daje slutiti, da je v svojem pripovedovnju brez dvoma pretiraval, pa tudi potvarjal zgodovinsko resnico, da bi se na ta način maščeval nekaterim ljudem, ki so se mu zamerili. Kljub Liutprandovim pretiravanjem pa je bilo v takratni družbi res marsikaj slabega, kar je najedalo tudi Cerkev tako od zunaj kot od znotraj. Tako si lahko ustvarimo mnenje, da je to bil v resnici strašen čas. [32]